# サイトスペシフィック・アート

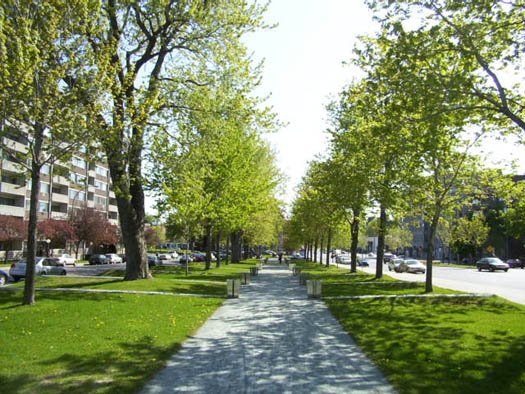
Rose-Marie Goulet の作品、Nef pour quatorze reines。モントリオール理工科大学虐殺事件の犠牲者を記憶するために作られた、ランドスケープ・アーキテクチャーと彫刻とを組み合わせた遊歩道

サイトスペシフィック・アート（英: site-specific art）とは、特定の場所に存在するために制作された美術作品および経過のことをさす。一般に、美術作品を設計し制作する間、制作者は場所を考慮する。
屋外のサイトスペシフィック・アートにおいては、時には、恒久的に設置された彫刻（環境アート）などとも結びつきが深く、造園またはガーデンデザイン的な仕事（ランドスケープ・アーキテクチャー）を含む。また、屋内のサイトスペシフィック・アートの作品においては、建物の設計者と連携して制作されることもある。
また、特定の場所の為に特別に制作されたダンスやパフォーマンスアート、ポエトリーリーディングなどもサイトスペシフィック・アートと呼ばれ、その場合振付家や演出家は衣装のためのインスピレーションと動きのレパートリーとして特定された場所を使い、音楽においては、特にローカルな作曲者によって作曲された楽曲に委任することを重視することが多い。

## 主要なサイトスペシフィック・アートの作家
- アンディー・ゴールズワージー
- カール・アンドレ
- 川俣正
- クリストとジャンヌ＝クロード
- ジェームズ・タレル
- リチャード・セラ
- ローアン・ガレスピー
- ロバート・スミッソン